# Saint-Julien-en-Saint-Alban
Saint-Julien-en-Saint-Alban ist eine französische Gemeinde mit 1464 Einwohnern (Stand 1. Januar 2022) im Département Ardèche in der Region Auvergne-Rhône-Alpes; sie gehört zum Arrondissement Privas und zum Kanton Le Pouzin. Die Bewohner werden Julbansinois und Julbansinoises genannt.

## Geographie
Saint-Julien-en-Saint-Alban liegt am Unterlauf der Ouvèze, einem rechten Nebenfluss der Rhone.